# Pave Clemens 11.
Gian Francesco Albani (23. juli 1649 – 19. marts 1721) var pave fra 1700-1721 under navnet pave Clemens 11. Som ung spillede han en fremtrædende rolle i kredsen af lærde, der omgav den svenske dronning Kristina i Rom; først som 28-årig gik han i kirkens tjeneste. I 1690 blev han kardinal. Som pave måtte han tåle mange ydmygelser under den spanske arvefølgekrig (1701-1713/14), hvor han holdt med Frankrig. Hans afgørelser, fx i spørgsmålet om jansenismen, førte til langvarige stridigheder, der svækkede pavestolens autoritet.

## Holbergs besøg
I efteråret 1715 rejste Holberg fra Paris til Rom. Han sejlede fra Marseille via Genova til Civitavecchia (pavestatens havneby). Derfra gik han til fods til Rom, og ankom efter to dages vandring byen "gennem den port, der ligger ved Vatikanet" (Porta Angelica, nedrevet i 1888). Under sit ophold i Rom mødte han Clemens 11. to gange, deriblandt under pavens officielle åbne audiens. "...at rejse til Rom uden at faa Paven at se, det er jo Hul i Hovedet," skrev Holberg, hvis hensigt med besøget var studier ved Roms mange biblioteker. Især var han interesseret i universitetsbiblioteket (som ikke var under gejstlig ledelse) og i Minerva-biblioteket (Biblioteca Casanatense ), oprettet af kardinal Casanate og tilhørende dominikanerordenen, så det var stærkt tilknyttet inkvisitionen. Minerva-biblioteket rummede samlinger, der skulle spænde over alverdens kundskab; så forbudte værker var også en del af biblioteket, som ved flittige opkøb i europæiske byer fremstod som aktuelt og opdateret. De forbudte værker blev ikke holdt skjult, men blev ikke udleveret uden særlig tilladelse, og en sådan havde Holberg ikke. Ved en fejl fik han alligevel udleveret Bayles dictionnaire, først udgivet i 1697.  Da det blev opdaget, blev værket straks taget tilbage, og den tjenestegørende dominikanermunk skældt huden fuld af bibliotekets ledelse. Det hjalp ikke, at Holberg anførede, at han som protestant jo allerede var fortabt, og derfor ikke tog yderligere skade ved at læse en forbudt bog. Senere anskaffede han sit eget eksemplar af Bayle, som gav ham stof til komedier og hans epistler. Han var dybt imponeret over bibliotekets omfang, og det forekommende personale, der sørgede for gratis blæk, pen og papir.  Muligvis nåede han lige at få set de to pragtfulde globusser,  der blev leveret til biblioteket i løbet af 1716, året da Holberg forlod Rom om foråret.
| Efterfulgte: Innocens 12. (1691-1700) | Pave 1700-1721 | Efterfulgtes af: Innocens 13. (1721-1724) |